# Діловий день
«Ділови́й день» (англ. A Busy Day) — американський короткометражний фільм 1914 року за участю Чарлі Чапліна.

## Сюжет
Чаплін грає жінку, яка прийшла з чоловіком подивитися на парад. Невдовзі чоловік зникає, вирішивши позалицятися за іншою жінкою. Дружина починає шукати його, постійно вступаючи в сутички з оточуючими. Коли вона знаходить-таки свого чоловіка, починається бійка і її зіштовхують з пірсу в воду.

## У ролях
- Чарльз Чаплін — дружина
- Мак Свейн — чоловік
- Філліс Аллен — інша жінка
- Тед Едвардс — поліцейський
- Біллі Гілберт — поліцейський
- Мак Сеннет — кінорежисер кінохроніки